# Les Circonstances atténuantes
Pour les articles homonymes, voir Circonstances atténuantes.
Les Circonstances atténuantes est une comédie-vaudeville en un acte d'Eugène Labiche, représentée pour la première fois à Paris au Théâtre du Palais-Royal le 26 février 1842.
Collaborateurs Mélesville et Auguste Lefranc. Éditions Beck.[Quoi ?]

## Distribution
| Acteurs et actrices ayant créé les rôles |                   |
| Personnage                               | Acteur ou actrice |
| De Valory, avocat                        | Derval            |
| Mme de Brée, jeune veuve                 | Mlle Pernon       |
| Chabriac, prétendu de Mme de Brée        | Ravel             |
| Vaslin, concierge                        | M. Barthélémy     |
| Coralie, femme de chambre                | Mlle Grave        |

### Édition du texte
- Eugène Labiche - Oeuvres Complètes: Classcompilé n° 118, lci-eBooks, 23 juillet 2016 (ISBN 978-2-918042-90-7, lire en ligne)